# Apotropis
Apotropis är ett släkte av insekter. Apotropis ingår i familjen gräshoppor.
Kladogram enligt Catalogue of Life:
| Apotropis | \| \| Apotropis tricarinata \| \| \| \| \| \| Apotropis vittata \| \| \| \| |
|           | \| \| Apotropis tricarinata \| \| \| \| \| \| Apotropis vittata \| \| \| \| |
|           | Apotropis tricarinata                                                       |
|           |                                                                             |
|           | Apotropis vittata                                                           |
|           |                                                                             |